# Altrua
Altrua is een gehucht op de zuidoostelijke oever van Loch Lochy in de buurt van Letterfinl in de Schotse Hooglanden.